# 豊 (お笑い芸人)
豊（ゆたか、1980年6月25日 - ）は、日本の元ピン芸人。
埼玉県出身。マセキ芸能社所属。2009年5月引退。

## 芸風・人物
- 主にコント。体格を活かしたギャグ等はあまりない。
- 同じ事務所のドロンズ石本に密かに（デブキャラが被るので）ライバル視されていたという。
- 柔道は2段の段位を持っている。
- 過去に「ジャンクフード」というコンビで活動していた時期があり、当時の相方は元「庵。」というコンビで活動していたピン芸人「エイテツ」である。[2]

## 出演番組
- 爆笑オンエアバトル（NHK総合）
  - 2008年2月29日、2008年5月22日の2回出場。
- 爆笑トライアウト（NHK総合）
  - 会場審査は8位（297TP）、視聴者投票は6位（666票）。
- モバタレGREAT（日本テレビ） - 「タレタマ」メンバー
- 爆笑ピンクカーペット（フジテレビ）　キャッチコピーは「笑いの収穫祭」
- ラジズレ オヤジの常識（ラジオ日本、2009年4月 - ）